# JR貨物UM11A形コンテナ
UM11A形コンテナ（UM11Aがたコンテナ）は、日本貨物鉄道（JR貨物）輸送用として籍を編入している20ft私有コンテナ（無蓋コンテナ）である。
無蓋コンテナ以外の他形式では、形式を表す1 - 2桁の数字は全てコンテナの内容積で決定されているが、無蓋コンテナのみ床面積で付与されている。これによりm3の算出は、厳密には端数四捨五入計算の為に、床面積10.5 - 11.4m3の間に属するコンテナが対象となる。
また形式末尾のアルファベット一桁部位 「 A 」は、コンテナの使用用途（主たる目的）が 「 普通品（いわゆる、非危険品の輸送）」を表す記号として、付与されている。

## 特記事項

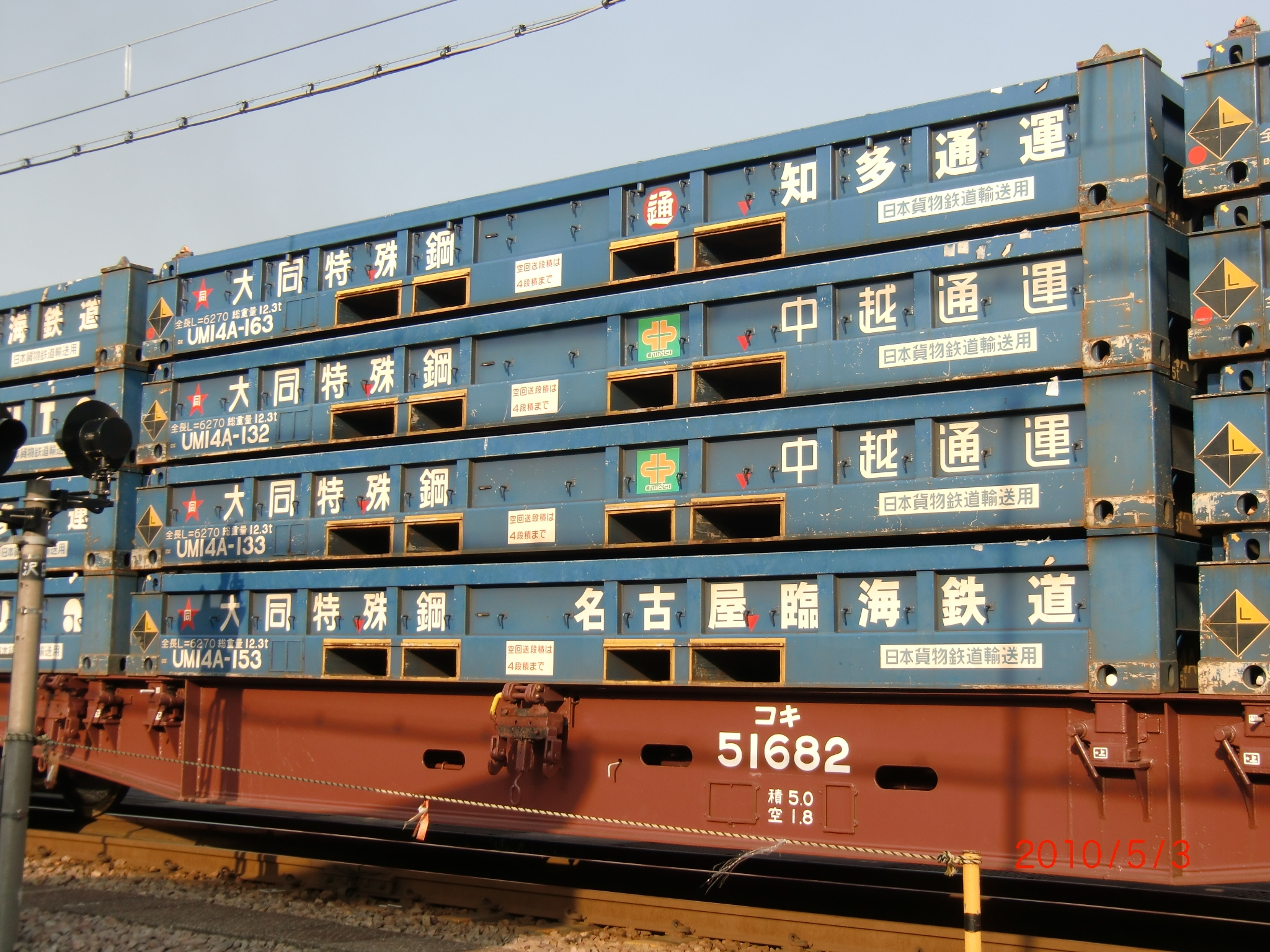
線材輸送用、無蓋空コンテナを四段積み回送で、箱型コンテナと同等の高さに収めた事例。今は無き、旧型貨車での積載風景。(新潟県／南長岡駅にて、2010年5月3日撮影)

- 無蓋コンテナの形式によっては、汎用コンテナと同等の高さがあったり、逆に1／8サイズの板型の様に8段（12ftの場合）又は、1／4サイズの薄型の様に4段（20ftの場合）に積み上げてやっとドライコンテナと同等の高さに達するなど、他形式ではタンクコンテナ以外では見られない様な、見た目が多種多彩に入り乱れているのも無蓋コンテナ形式の特徴となっている。

さらに大きな特徴として、個々の構造にもよるが例えば段積み可能構造のコンテナで、輸送後に空コンとなった無蓋コンテナを2 - 4段に積み上げて一個の箱型コンテナ状に仕立てて、回送する方法も近年は盛んに利用されている。これは、通常は私有コンテナとしての空コン回送料金には、ある程度の割引料金が適用されるものの、例えば四個の無蓋コンテナを別々に回送すると四倍の料金が必要となる。これに対して、元々段積みできる構造の場合では四段に積み上げて一個分だけのコンテナとしての回送料金となる。
- 1000～番台コンテナは、いわゆる「特定荷主または、特例事例」の様に、この形式では川崎市環境局専用として付与されている。

## 番台毎の概要

### 0番台
1 - 61
日本環境鉄道輸送所有（ヤマゼン借受）、焼却灰専用。空返回送時は2段重ね可。
後に一部芳賀通運所有に変更。

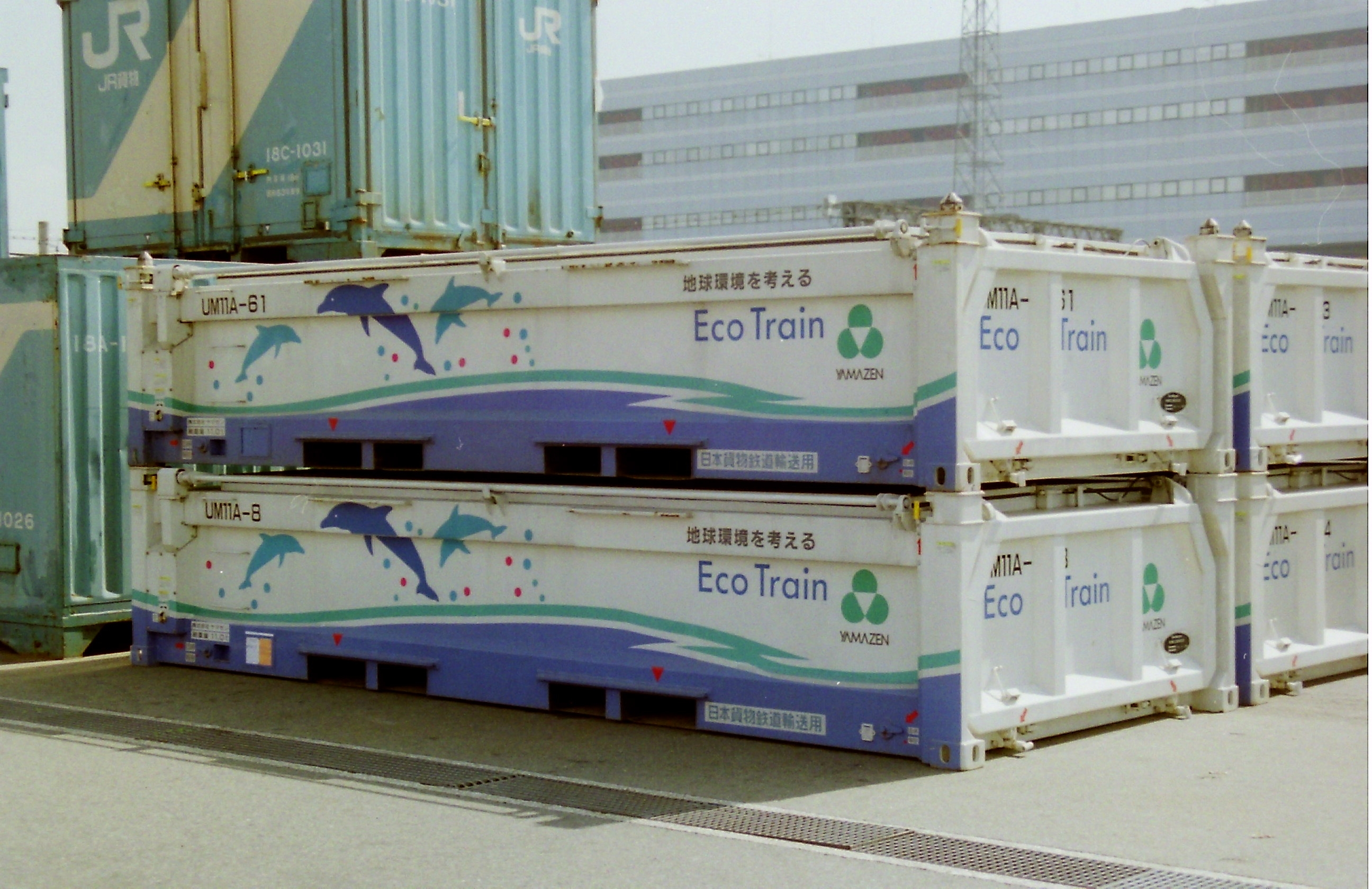
UM11A-61 日本環境鉄道輸送所／ヤマゼン借受。

62 - 70
所有者不明。
71 - 76
芳賀通運所有、焼却灰専用。空返回送時は2段重ね可。

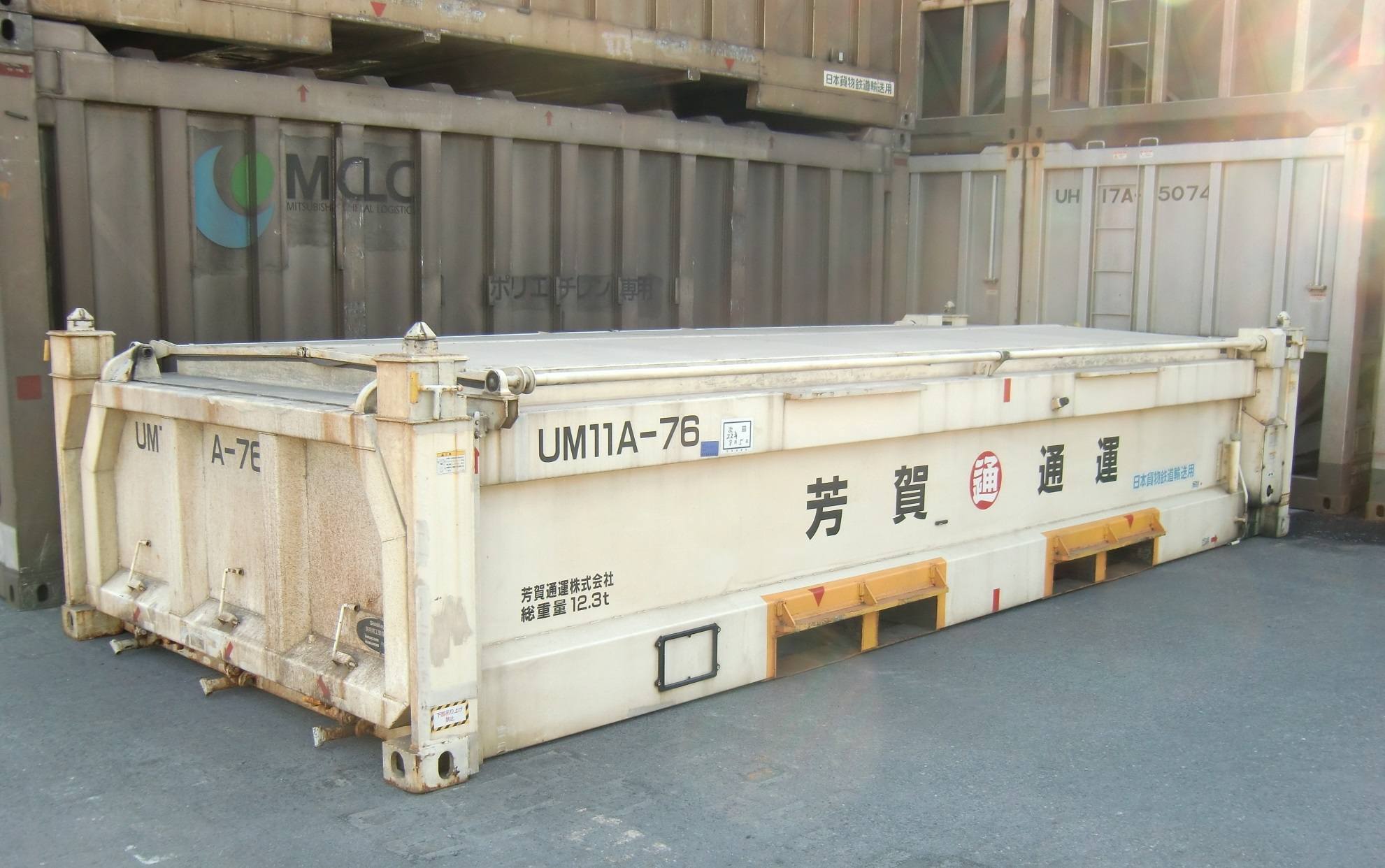
UM11A-76 芳賀通運所有。

77 - 79
所有者不明。
80
芳賀通運所有。

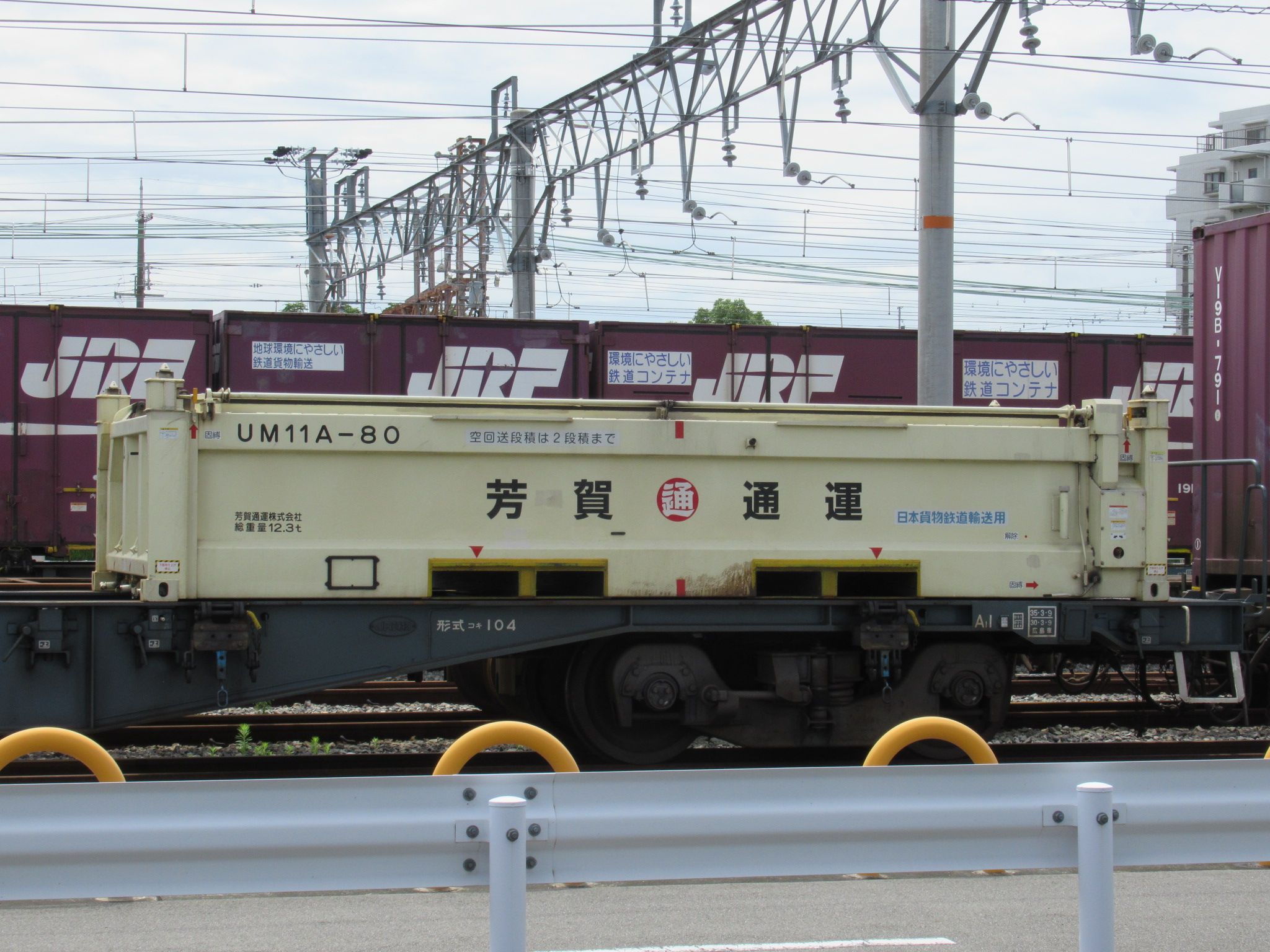
UM11A-80 芳賀通運所有。

### 1000番台
1001 - 1150
川崎市生活環境局（現・川崎市環境局）所有、焼却灰専用。総重量11.0t、自重2.7t。
運用区間：梶ヶ谷貨物ターミナル～川崎貨物駅～末広町駅

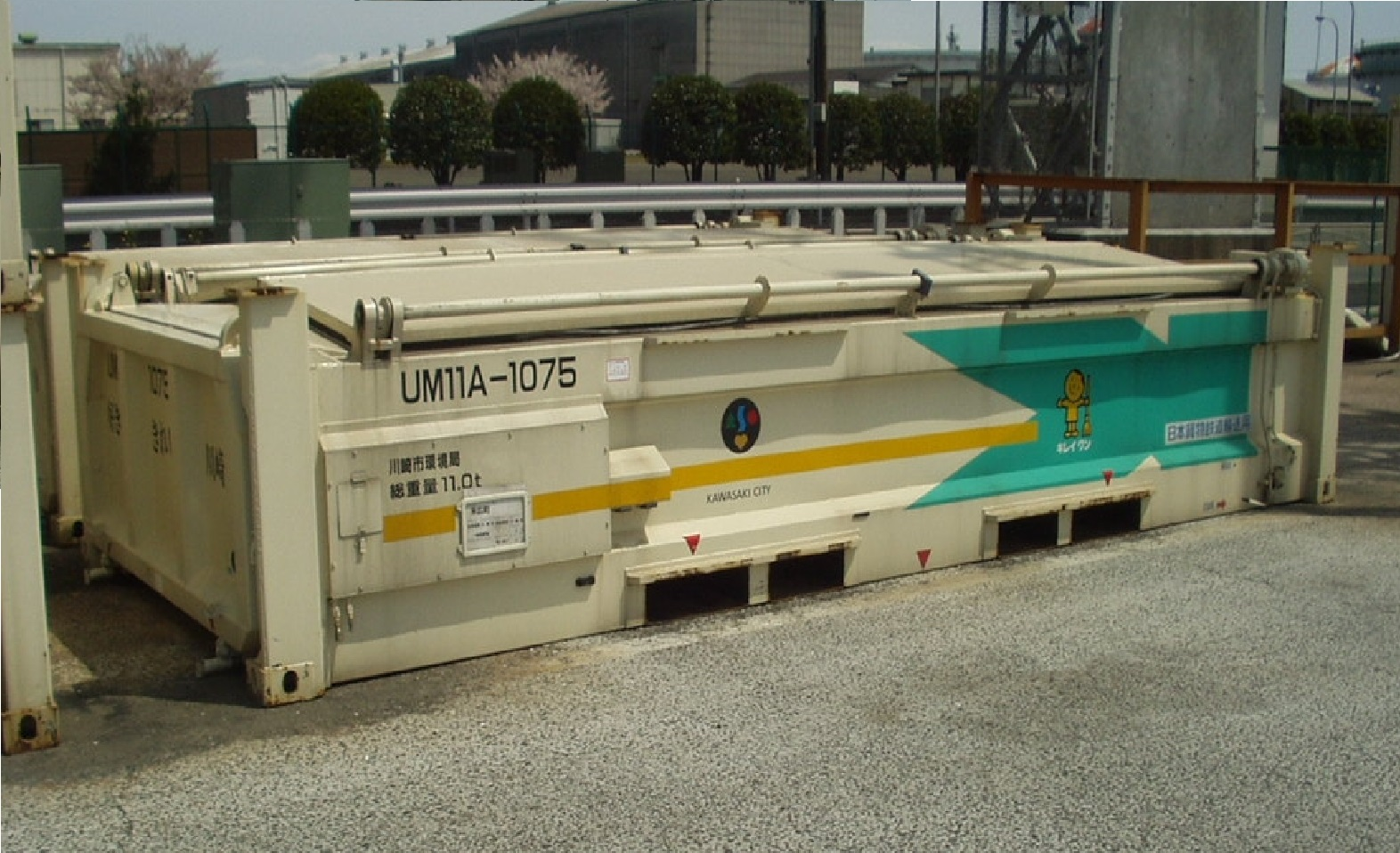
UM11A-1075 川崎市環境局所有。

### 8000番台
8001 - 8007
日鐵運輸所有、特殊鋼専用。最大総重量規格外。